# Juriniopsis nitidula
Juriniopsis nitidula är en tvåvingeart som först beskrevs av Wulp 1892.  Juriniopsis nitidula ingår i släktet Juriniopsis och familjen parasitflugor. Inga underarter finns listade i Catalogue of Life.